# Rooslepa
Rooslepa (szw. Roslep) – wieś w Estonii, w prowincji Lääne, w gminie Noarootsi.